# Topobea lentii
Topobea lentii är en tvåhjärtbladig växtart som beskrevs av Frank Almeda. Topobea lentii ingår i släktet Topobea och familjen Melastomataceae.
Artens utbredningsområde är Costa Rica. Inga underarter finns listade i Catalogue of Life.